# Templo de Nashville
El Templo de Nashville, Tennessee, es uno de los templos construidos y operados por la Iglesia de Jesucristo de los Santos de los Últimos Días, el número 84 construido por la iglesia y el segundo en el estado de Tennessee. Ubicado a menos de 10 km al sudoeste de la ciudad de Nashville, el templo de mármol blanco consta de un solo pináculo y jardines que en la primavera son decorados con miles de flores y que, a diferencia del interior del templo, están abiertos al público. Solo el templo y un centro de estaca se encuentran en el terreno del templo. 
Al templo, por su cercanía a las comunidades, acuden Santos de los Últimos Días provenientes del este del estado de Tennessee, como Knoxville, así como del sur del estado de Kentucky.

## Construcción
La Primera Presidencia de la iglesia SUD anunció la construcción del templo en la ciudad de Nashville el 9 de noviembre de 1994. Tras el anuncio público, la iglesia en ese país buscó un terreno adecuado, considerando varios puntos por tres años. Finalmente se decidió construir el templo religioso en un terreno que la iglesia poseía en el suburbio de Franklin y de proporciones mucho menores a las proyectadas en un primer momento. Inicialmente se habían considerado terrenos en el suburbio de Forest Hills para la construcción del nuevo templo pero los permisos de zonificación fueron negados y la iglesia no optó por una apelación, decidiendo que en lugar de apelar buscaría nuevas opciones que acabaron decantándose por el terreno actual. Para entonces se incluyó como uno de los templos de menores proporciones que la iglesia promovió desde abril de 1998 con el fin de tener un total de 100 templos alrededor del mundo antes de que finalizara el año 2000. El templo de Nashville fue el número 28 construido del mismo diseño de menores proporciones a nivel mundial. La ceremonia de la primera palada tuvo lugar el 13 de marzo de 1999 presidida por las autoridades generales del área. 
La construcción del templo comenzó con una ceremonia celebrando la primera palada el 13 de marzo de 1999, en un terreno de 6.200 metros cuadrados, presidida por autoridades locales y al que asistieron unas 2.300 personas. Ese mismo día se realizaron las ceremonias de la primera palada del templo de Oaxaca y el templo de Kona, la primera vez que tres templos recibieron la primera palada en el mismo día. 
El templo se construyó a base de mármol blanco imperial y cuenta con dos salones empleados para las ordenanzas SUD, dos salones de sellamientos matrimoniales y un batisterio. El templo tiene un área de 990 metros cuadrados de construcción en un terreno de 2,8 hectáreas.

## Dedicación
El templo SUD de la ciudad de Nashville fue dedicado para sus actividades eclesiásticas en tres sesiones el 21 de mayo de 2000, por el apóstol mormón James E. Faust. Con anterioridad a ello, del 6 al 13 de mayo de ese mismo año, la iglesia permitió un recorrido público de las instalaciones y del interior del templo al que asistieron cerca de 25.000 visitantes. Unos 28.000 miembros de la iglesia e invitados asistieron a la ceremonia de dedicación, que incluye una oración dedicatoria. Fue la primera vez en la historia de la iglesia SUD que tres templos fueron dedicados en el mismo fin de semana: los templos de Tampico (México), Villahermosa (México), y Nashville se dedicaron entre el 20-21 de mayo de 2000. Dos semanas después, el 4 de junio, se dedicaron otros dos templos, el templo de Montreal (Quebec) y el Templo de San José (Costa Rica), llevando el número de templos construidos para esa fecha a 87.